# 第1次岸田内閣
第1次岸田内閣（だいいちじ きしだないかく）は、衆議院議員、自由民主党総裁の岸田文雄が第100代内閣総理大臣に任命され、2021年（令和3年）10月4日から同年11月10日まで続いた日本の内閣。
自由民主党と公明党を与党とする連立内閣（自公連立政権）である。
自由民主党総裁菅義偉の任期満了に伴って実施された総裁選挙において、岸田が第27代総裁に選出された。これを受けて菅義偉内閣が総辞職し、その後継政権として発足した。
岸田文雄は広島県出身。広島県出身は宮澤喜一以来約30年ぶりである。また民主党の野田内閣以来の昭和30年代生まれの首相の内閣でもある。
内閣が発足した10月4日、岸田は記者会見で「今月14日に衆議院を解散し、19日に公示、31日に総選挙を行う」と表明した。前回の総選挙が2017年10月22日投票であるため、衆議院議員の任期はその4年後の2021年10月21日までで、任期満了の直前だったが、任期満了を待たずに解散した。総選挙後、11月10日に特別国会が召集され、総辞職した。組閣から総辞職まで38日間と、日本の憲政史上最短命の内閣である。しかし総選挙の前に作られたこの第1次岸田内閣は「内閣総理大臣が欠けたとき、又は衆議院議員総選挙の後に初めて国会の召集があったときは、内閣は、総辞職をしなければならない」という日本国憲法第70条に基づいて総選挙のあとに総辞職したのであり、実質的には続く第2次岸田内閣と連接するものと捉えられる。

## 内閣の顔ぶれ・人事
所属政党・出身:
  自由民主党（岸田派）   自由民主党（旧竹下派）   自由民主党（麻生派）   自由民主党（細田派）   自由民主党（二階派）
  自由民主党（石原派）   自由民主党（谷垣G）   自由民主党（石破派）   自由民主党（無派閥）   公明党   中央省庁・民間

### 国務大臣
2021年（令和3年）10月4日任命。
| 職名                                                                              | 氏名       | 氏名 | 出身等                         | 特命事項等                                                                                | 備考                           |
| --------------------------------------------------------------------------------- | ---------- | ---- | ------------------------------ | ----------------------------------------------------------------------------------------- | ------------------------------ |
| 内閣総理大臣                                                                      | 岸田文雄   |      | 衆議院 自由民主党 （岸田派）   |                                                                                           | 自由民主党総裁 再入閣          |
| 総務大臣                                                                          | 金子恭之   |      | 衆議院 自由民主党 （岸田派）   | 内閣総理大臣臨時代理就任順位第5位 （2021年11月4日 - )                                     | 初入閣                         |
| 法務大臣                                                                          | 古川禎久   |      | 衆議院 自由民主党 （旧竹下派） |                                                                                           | 初入閣                         |
| 外務大臣                                                                          | 茂木敏充   |      | 衆議院 自由民主党 （旧竹下派） | 内閣総理大臣臨時代理就任順位第2位                                                         | 再任 2021年11月4日免           |
| 外務大臣                                                                          | 岸田文雄   |      | 衆議院 自由民主党 （岸田派）   | 内閣総理大臣兼任                                                                          | 2021年11月4日兼 自由民主党総裁 |
| 財務大臣 内閣府特命担当大臣 （金融）                                              | 鈴木俊一   |      | 衆議院 自由民主党 （麻生派）   | デフレ脱却担当 内閣総理大臣臨時代理就任順位 第4位→第3位                                   | 再入閣                         |
| 文部科学大臣                                                                      | 末松信介   |      | 参議院 自由民主党 （細田派）   | 教育再生担当 国立国会図書館連絡調整委員会委員                                             | 初入閣                         |
| 厚生労働大臣                                                                      | 後藤茂之   |      | 衆議院 自由民主党 （無派閥）   |                                                                                           | 初入閣                         |
| 農林水産大臣                                                                      | 金子原二郎 |      | 参議院 自由民主党 （岸田派）   | 内閣総理大臣臨時代理就任順位 第5位→第4位                                                  | 初入閣                         |
| 経済産業大臣 内閣府特命担当大臣 （原子力損害賠償・ 廃炉等支援機構）               | 萩生田光一 |      | 衆議院 自由民主党 （細田派）   | 産業競争力担当 ロシア経済分野協力担当 原子力経済被害担当                                  | 横滑り                         |
| 国土交通大臣                                                                      | 斉藤鉄夫   |      | 衆議院 公明党                  | 水循環政策担当                                                                            | 公明党副代表 再入閣            |
| 環境大臣 内閣府特命担当大臣 （原子力防災）                                        | 山口壯     |      | 衆議院 自由民主党 （二階派）   |                                                                                           | 初入閣                         |
| 防衛大臣                                                                          | 岸信夫     |      | 衆議院 自由民主党 （細田派）   |                                                                                           | 再任                           |
| 内閣官房長官                                                                      | 松野博一   |      | 衆議院 自由民主党 （細田派）   | 沖縄基地負担軽減担当 拉致問題担当 内閣総理大臣臨時代理就任順位第1位                       | 再入閣                         |
| デジタル大臣 内閣府特命担当大臣 （規制改革）                                      | 牧島かれん |      | 衆議院 自由民主党 （麻生派）   | 行政改革担当                                                                              | 初入閣                         |
| 復興大臣 内閣府特命担当大臣 （沖縄及び北方対策）                                  | 西銘恒三郎 |      | 衆議院 自由民主党 （旧竹下派） | 福島原発事故再生総括担当                                                                  | 初入閣                         |
| 国家公安委員会委員長 内閣府特命担当大臣 （防災） （海洋政策）                     | 二之湯智   |      | 参議院 自由民主党 （旧竹下派） | 国土強靭化担当 領土問題担当 国家公務員制度担当                                            | 初入閣                         |
| 内閣府特命担当大臣 （地方創生） （少子化対策） （男女共同参画）                   | 野田聖子   |      | 衆議院 自由民主党 （無派閥）   | 女性活躍担当 こども政策担当 孤独・孤立対策担当 内閣総理大臣臨時代理就任順位 第3位→第2位   | 再入閣                         |
| 内閣府特命担当大臣 （経済財政政策）                                               | 山際大志郎 |      | 衆議院 自由民主党 （麻生派）   | 経済再生担当 新しい資本主義担当 新型コロナ対策・健康危機管理担当 全世代型社会保障改革担当 | 初入閣                         |
| 内閣府特命担当大臣 （科学技術政策） （宇宙政策）                                  | 小林鷹之   |      | 衆議院 自由民主党 （二階派）   | 経済安全保障担当                                                                          | 初入閣                         |
| 内閣府特命担当大臣 （消費者及び食品安全） （クールジャパン戦略） （知的財産戦略） | 若宮健嗣   |      | 衆議院 自由民主党 （旧竹下派） | 国際博覧会担当 共生社会担当 まち・ひと・しごと創生担当                                    | 初入閣                         |
| 国務大臣                                                                          | 堀内詔子   |      | 衆議院 自由民主党 （岸田派）   | 東京オリンピック競技大会・ 東京パラリンピック競技大会担当 ワクチン接種推進担当            | 初入閣                         |

### 内閣官房副長官、内閣法制局長官
2021年（令和3年）10月4日任命。
| 職名           | 氏名     | 出身等                       | 備考 |
| -------------- | -------- | ---------------------------- | ---- |
| 内閣官房副長官 | 木原誠二 | 衆議院／自由民主党（岸田派） |      |
| 内閣官房副長官 | 磯﨑仁彦 | 参議院／自由民主党（岸田派） |      |
| 内閣官房副長官 | 栗生俊一 | 事務担当／警察庁             |      |
| 内閣法制局長官 | 近藤正春 | 前内閣法制次長／経済産業省   | 再任 |

### 内閣総理大臣補佐官
2021年（令和3年）10月4日任命。
| 職名                                                    | 氏名     | 所属等                       | 備考              |
| ------------------------------------------------------- | -------- | ---------------------------- | ----------------- |
| 内閣総理大臣補佐官 （国家安全保障に関する重要政策担当） | 木原誠二 | 衆議院／自由民主党（岸田派） | 官房副長官 兼務   |
| 内閣総理大臣補佐官 （国内経済その他特命事項担当）       | 村井英樹 | 衆議院／自由民主党（岸田派） | 2021年10月8日任命 |

### 副大臣
2021年（令和3年）10月6日任命。
| 職名           | 氏名       | 出身等                         | 備考                             |
| -------------- | ---------- | ------------------------------ | -------------------------------- |
| デジタル副大臣 | 小林史明   | 衆議院／自由民主党（岸田派）   | 内閣府副大臣兼任                 |
| 復興副大臣     | 冨樫博之   | 衆議院／自由民主党（石破派）   |                                  |
| 復興副大臣     | 横山信一   | 参議院／公明党                 | 留任                             |
| 復興副大臣     | 渡辺猛之   | 参議院／自由民主党（旧竹下派） | 内閣府、国土交通副大臣兼任／留任 |
| 内閣府副大臣   | 小林史明   | 衆議院／自由民主党（岸田派）   | デジタル副大臣兼任               |
| 内閣府副大臣   | 大野敬太郎 | 衆議院／自由民主党（無派閥）   |                                  |
| 内閣府副大臣   | 黄川田仁志 | 衆議院／自由民主党（無派閥）   |                                  |
| 内閣府副大臣   | 赤池誠章   | 参議院／自由民主党（細田派）   |                                  |
| 内閣府副大臣   | 池田佳隆   | 衆議院／自由民主党（細田派）   | 文部科学副大臣兼任               |
| 内閣府副大臣   | 細田健一   | 衆議院／自由民主党（細田派）   | 経済産業副大臣兼任               |
| 内閣府副大臣   | 石井正弘   | 参議院／自由民主党（細田派）   | 経済産業副大臣兼任               |
| 内閣府副大臣   | 務台俊介   | 衆議院／自由民主党（麻生派）   | 環境副大臣兼任                   |
| 内閣府副大臣   | 鬼木誠     | 衆議院／自由民主党（石原派）   | 防衛副大臣兼任                   |
| 内閣府副大臣   | 山本博司   | 参議院／公明党                 | 厚生労働副大臣兼任／留任         |
| 内閣府副大臣   | 渡辺猛之   | 参議院／自由民主党（旧竹下派） | 復興、国土交通副大臣兼任         |
| 総務副大臣     | 田畑裕明   | 衆議院／自由民主党（細田派）   |                                  |
| 総務副大臣     | 中西祐介   | 参議院／自由民主党（麻生派）   |                                  |
| 法務副大臣     | 津島淳     | 衆議院／自由民主党（旧竹下派） |                                  |
| 外務副大臣     | 小田原潔   | 衆議院／自由民主党（細田派）   |                                  |
| 外務副大臣     | 鈴木貴子   | 衆議院／自由民主党（旧竹下派） |                                  |
| 財務副大臣     | 伊藤渉     | 衆議院／公明党                 | 留任                             |
| 財務副大臣     | 大家敏志   | 参議院／自由民主党（麻生派）   |                                  |
| 文部科学副大臣 | 田中英之   | 衆議院／自由民主党（無派閥）   |                                  |
| 文部科学副大臣 | 池田佳隆   | 衆議院／自由民主党（細田派）   | 内閣府副大臣兼任                 |
| 厚生労働副大臣 | 古賀篤     | 衆議院／自由民主党（岸田派）   |                                  |
| 厚生労働副大臣 | 山本博司   | 参議院／公明党                 | 内閣府副大臣兼任／留任           |
| 農林水産副大臣 | 武部新     | 衆議院／自由民主党（二階派）   |                                  |
| 農林水産副大臣 | 中村裕之   | 衆議院／自由民主党（麻生派）   |                                  |
| 経済産業副大臣 | 細田健一   | 衆議院／自由民主党（細田派）   | 内閣府副大臣兼任                 |
| 経済産業副大臣 | 石井正弘   | 参議院／自由民主党（細田派）   | 内閣府副大臣兼任                 |
| 国土交通副大臣 | 中山展宏   | 衆議院／自由民主党（麻生派）   |                                  |
| 国土交通副大臣 | 渡辺猛之   | 参議院／自由民主党（旧竹下派） | 復興、内閣府副大臣兼任／留任     |
| 環境副大臣     | 大岡敏孝   | 衆議院／自由民主党（二階派）   |                                  |
| 環境副大臣     | 務台俊介   | 衆議院／自由民主党（麻生派）   | 内閣府副大臣兼任                 |
| 防衛副大臣     | 鬼木誠     | 衆議院／自由民主党（石原派）   | 内閣府副大臣兼任                 |

### 大臣政務官
2021年（令和3年）10月6日任命。
| 職名               | 氏名       | 出身等                             | 備考                           |
| ------------------ | ---------- | ---------------------------------- | ------------------------------ |
| デジタル大臣政務官 | 山田太郎   | 参議院／自由民主党（無派閥）       | 内閣府大臣政務官兼任           |
| 復興大臣政務官     | 宗清皇一   | 衆議院／自由民主党（細田派）       | 内閣府大臣政務官兼任           |
| 復興大臣政務官     | 高橋はるみ | 参議院／自由民主党（細田派）       | 内閣府、文部科学大臣政務官兼任 |
| 復興大臣政務官     | 岩田和親   | 衆議院／自由民主党（岸田派）       | 内閣府、経済産業大臣政務官兼任 |
| 復興大臣政務官     | 泉田裕彦   | 衆議院／自由民主党（二階派）       | 内閣府、国土交通大臣政務官兼任 |
| 内閣府大臣政務官   | 山田太郎   | 参議院／自由民主党（無派閥）       | デジタル大臣政務官兼任         |
| 内閣府大臣政務官   | 木村哲也   | 衆議院／自由民主党（無派閥）→ 民間 |                                |
| 内閣府大臣政務官   | 小寺裕雄   | 衆議院／自由民主党（二階派）       |                                |
| 内閣府大臣政務官   | 島村大     | 参議院／自由民主党（無派閥）       | 厚生労働大臣政務官兼任         |
| 内閣府大臣政務官   | 吉川有美   | 参議院／自由民主党（細田派）       | 経済産業大臣政務官兼任         |
| 内閣府大臣政務官   | 穂坂泰     | 衆議院／自由民主党（無派閥）       | 環境大臣政務官兼任             |
| 内閣府大臣政務官   | 大西宏幸   | 衆議院／自由民主党（岸田派）→ 民間 | 防衛大臣政務官兼任             |
| 内閣府大臣政務官   | 宗清皇一   | 衆議院／自由民主党（細田派）       | 復興大臣政務官兼任             |
| 内閣府大臣政務官   | 泉田裕彦   | 衆議院／自由民主党（二階派）       | 復興、国土交通大臣政務官兼任   |
| 内閣府大臣政務官   | 高橋はるみ | 参議院／自由民主党（細田派）       | 復興、文部科学大臣政務官兼任   |
| 内閣府大臣政務官   | 岩田和親   | 衆議院／自由民主党（岸田派）       | 復興、経済産業大臣政務官兼任   |
| 総務大臣政務官     | 鳩山二郎   | 衆議院／自由民主党（二階派）       |                                |
| 総務大臣政務官     | 渡辺孝一   | 衆議院／自由民主党（岸田派）       |                                |
| 総務大臣政務官     | 三浦靖     | 参議院／自由民主党（旧竹下派）     |                                |
| 法務大臣政務官     | 加田裕之   | 参議院／自由民主党（細田派）       |                                |
| 外務大臣政務官     | 上杉謙太郎 | 衆議院／自由民主党（細田派）       |                                |
| 外務大臣政務官     | 本田太郎   | 衆議院／自由民主党（無派閥）       |                                |
| 外務大臣政務官     | 三宅伸吾   | 参議院／自由民主党（無派閥）       |                                |
| 財務大臣政務官     | 高村正大   | 衆議院／自由民主党（麻生派）       |                                |
| 財務大臣政務官     | 繁本護     | 衆議院／自由民主党（二階派）→ 民間 |                                |
| 文部科学大臣政務官 | 鰐淵洋子   | 衆議院／公明党                     |                                |
| 文部科学大臣政務官 | 高橋はるみ | 参議院／自由民主党（細田派）       | 復興、内閣府大臣政務官兼任     |
| 厚生労働大臣政務官 | 大隈和英   | 衆議院／自由民主党（麻生派）→ 民間 |                                |
| 厚生労働大臣政務官 | 島村大     | 参議院／自由民主党（無派閥）       | 内閣府大臣政務官兼任           |
| 農林水産大臣政務官 | 熊野正士   | 参議院／公明党                     |                                |
| 農林水産大臣政務官 | 宮崎雅夫   | 参議院／自由民主党（二階派）       |                                |
| 経済産業大臣政務官 | 吉川有美   | 参議院／自由民主党（細田派）       | 内閣府大臣政務官兼任           |
| 経済産業大臣政務官 | 岩田和親   | 衆議院／自由民主党（岸田派）       | 復興、内閣府大臣政務官兼任     |
| 国土交通大臣政務官 | 加藤鮎子   | 衆議院／自由民主党（無派閥）       |                                |
| 国土交通大臣政務官 | 木村次郎   | 衆議院／自由民主党（細田派）       |                                |
| 国土交通大臣政務官 | 泉田裕彦   | 衆議院／自由民主党（二階派）       | 復興、内閣府大臣政務官兼任     |
| 環境大臣政務官     | 宮崎勝     | 参議院／公明党                     |                                |
| 環境大臣政務官     | 穂坂泰     | 衆議院／自由民主党（無派閥）       | 内閣府大臣政務官兼任           |
| 防衛大臣政務官     | 岩本剛人   | 参議院／自由民主党（二階派）       |                                |
| 防衛大臣政務官     | 大西宏幸   | 衆議院／自由民主党（岸田派）→ 民間 | 内閣府大臣政務官兼任           |

## 首班指名選挙
| 衆議院   | 衆議院     | 衆議院    | 衆議院    |
| 被指名者 | 被指名者   | 投票1回目 | 投票1回目 |
| 被指名者 | 被指名者   | 票数      |           |
| -------- | ---------- | --------- | --------- |
|          | 岸田文雄   | 311 / 465 |           |
|          | 枝野幸男   | 124 / 465 |           |
|          | 片山虎之助 | 11 / 465  |           |
|          | 玉木雄一郎 | 11 / 465  |           |
|          | 高市早苗   | 1 / 465   |           |
|          | 棄権       | 2 / 465   |           |
|          | 欠席       | 5 / 465   |           |
| 出典     |            |           |           |

| 参議院   | 参議院     | 参議院    | 参議院    |
| 被指名者 | 被指名者   | 投票1回目 | 投票1回目 |
| 被指名者 | 被指名者   | 票数      |           |
| -------- | ---------- | --------- | --------- |
|          | 岸田文雄   | 141 / 245 |           |
|          | 枝野幸男   | 65 / 245  |           |
|          | 片山虎之助 | 15 / 245  |           |
|          | 玉木雄一郎 | 15 / 245  |           |
|          | 嘉田由紀子 | 2 / 245   |           |
|          | 渡辺喜美   | 2 / 245   |           |
|          | 伊藤孝恵   | 1 / 245   |           |
|          | 棄権       | 1 / 245   |           |
|          | 欠席       | 3 / 245   |           |
| 出典     |            |           |           |

## 勢力早見表
※ 内閣発足当初（前内閣の事務引継は除く）。
※ 内閣官房副長官（政務）は副大臣に含む。
※ 太字はいわゆる自民党五役。
※ 谷垣グループの所属議員は、他派閥と掛け持ちしている議員を含め衆参23名。
※ 慣例により形式的に派閥から離脱中の衆参議長、党幹部は派閥所属議員に含む。
| 名称     | 勢力 | 国務大臣 | 副大臣 | 政務官 | 補佐官 | その他                                  |
| -------- | ---- | -------- | ------ | ------ | ------ | --------------------------------------- |
| 細田派   | 96   | 4        | 6      | 6      | 0      | 総務会長、参議院幹事長                  |
| 無派閥   | 63   | 2        | 3      | 7      | 0      | 政務調査会長、幹事長代行                |
| 麻生派   | 58   | 3        | 5      | 2      | 0      | 副総裁、 衆議院議長、参議院議長、幹事長 |
| 旧竹下派 | 51   | 5        | 3      | 1      | 0      | 参議院議員会長                          |
| 公明党   | 57   | 1        | 3      | 3      | 0      |                                         |
| 二階派   | 47   | 2        | 2      | 6      | 0      |                                         |
| 岸田派   | 46   | 4        | 2      | 3      | 2      | 自由民主党総裁                          |
| 谷垣G    | 16   | 0        | 0      | 0      | 0      | 選挙対策委員長                          |
| 石破派   | 15   | 0        | 1      | 0      | 0      |                                         |
| 石原派   | 10   | 0        | 1      | 0      | 0      | 国会対策委員長                          |
| 民間     | /    | 0        | 0      | 0      | 0      |                                         |
| 計       | /    | 21       | 26     | 28     | 2      | /                                       |

## 内閣の動き
岸田首相は、この内閣を「新時代共創内閣」（しんじだいきょうそうないかく）と名付けた。
10月8日に、所信表明演説を行った。
直後の10月31日に第49回衆議院議員総選挙の投開票が行われた。11月10日に内閣総理大臣指名選挙の為の特別国会が召集され、日本国憲法第54条第1項の定めにより総辞職した。当内閣としての在任期間38日は、東久邇宮内閣の54日を下回り日本の憲政史上最も短いものとなった。
また、第49回衆議院議員総選挙において自由民主党幹事長である甘利明が小選挙区で落選（比例代表にて復活当選）した責任を取って幹事長職を辞任したことにより、岸田首相は11月4日付で外務大臣の茂木敏充を後任の幹事長に任命、これに伴って茂木が外務大臣を辞任したため、岸田が第2次岸田内閣を組閣するまで外務大臣を兼務した。